# Алиев, Явер Якуб оглы
Явер Якуб оглы Алиев (азерб. Yavər Yaqub oğlu Əliyev; 27 июня 1956, Баку — 29 февраля 1992, Новханы, Апшеронский район) — лётчик, военнослужащий Вооружённых сил Республики Азербайджан. Национальный герой Азербайджана (1992, посмертно).

## Биография
Явер Алиев родился 27 июня 1956 года в городе Баку, Азербайджанской ССР, в семье нефтяников. После завершения обучения в средней школе № 235 на острове Артёма, поступил в Кременчугское лётное училище гражданской авиации и в 1977 году успешно его окончил.
Трудовую деятельность Явер начал в 1977 году в Забратском авиаотряде. Алиев служил пилотом вертолёта Ми-2, затем лётчиком второго класса вертолёта Ми-8, став впоследствии командиром этого вертолёта. За высокий профессионализм и положительные личностные качества он был назначен командиром летного экипажа Забратского авиаотряда.
За свои организационные и боевые способности, высокую профессиональную подготовку Явер Алиев был назначен командиром первой эскадрильи военных вертолётов. За короткий период он собрал сплоченный и боевой коллектив путём привлечения в эскадрилью лучших пилотов гражданской авиации. Закир Юсифов, Закир Меджидов, Ханлар Саттаров, Фейруз Джалилов, Фаиг Маммадов и другие самоотверженно трудились для скорейшего формирования военной авиации Азербайджана.
Во время армяно-азербайджанского конфликта в начале 1990-х годов лётный экипаж под руководством Явера Алиева участвовал в перевозке населения горных районов, в прокладке воздушного моста между сёлами Агдама и Шуши, совершал боевые вылеты. Отличный организатор и профессионал своего дела.
29 февраля 1992 года во время учебных полётов экипаж уже возвращался на базу, но в пригороде Баку, над озером возле посёлка Новханы, вертолёт под управлением Алиева потерпел крушение. У воздушного судна отказала система управления и вертолёт столкнулся с водной поверхностью озера. По словам очевидцев, машина летела на малой высоте, и в какой-то момент стала винтом цеплять воду. В считанные секунды вертолёт рухнул. Все члены экипажа (сам командир судна Алиев, а также оператор Ф. Байрамов и лётчик-инструктор С. А. Сенюшкин) погибли. Эта гибель вертолёта и экипажа стала первой потерей военной авиации Азербайджана. Днём ранее экипаж на этом же вертолёте вернулся из зоны боевых действий, где выполнял задачи по боевому сопровождению эвакуации оставшихся в живых жителей Ходжалы и вывозу тел убитых жителей из Аскеранского района.
Был женат, воспитывал двоих сыновей, которые продолжают профессиональный путь своего отца.

## Память
Указом Президента Азербайджанской Республики № 204 от 14 сентября 1992 года Яверу Якуб оглы Алиеву было присвоено звание Национального героя Азербайджана (посмертно).
Похоронен в Аллее шахидов города Баку.
Именем Национального героя Азербайджана названа полная средняя школа № 235 на острове Пираллахи. Его именем также названа Национальная академия авиации Азербайджана.